# Santa Verna
Santa Verna – miejsce pozostałości megalitycznych w Xagħra na wyspie Gozo, Malta. Pierwotnie na tym miejscu znajdowała się wioska i świątynia megalityczna. Chociaż dziś świątynia jest w bardzo złym stanie, w czasach antycznych była prawdopodobnie jedną z głównych świątyń na wyspach maltańskich. Miejsce wzięło swoją nazwę od kaplicy poświęconej św. Wenerandzie, która kiedyś stała nieopodal świątyni.

## Stanowisko
Santa Verna była pierwotnie prehistoryczną wioską, najstarsze znaleziska ceramiki datowane są na około 5000 lat p.n.e., podczas okresu Għar Dalam. Sama świątynia zbudowana została w późniejszych wiekach i miała typowy dla tamtych czasów kształt koniczyny. W czasach swojej świetności Santa Verna była prawdopodobnie ważną świątynią, rywalizującą z innymi, takimi jak Ġgantija, Tarxien czy Ħaġar Qim.
Jedynymi pozostałościami świątyni, które przetrwały do dzisiaj, są trzy stojące megality, inne trzy poziome bloki leżące od ich wschodniej strony, oraz ziemna podłoga, która pozwala zobaczyć oryginalny zarys świątyni.

## Wykopaliska
Megalityczne pozostałości w Santa Verna znalezione zostały przez Nikolę Saida, pracownika Departamentu Robót Publicznych. Wspomniane były one też na początku XX wieku przez archeologa Manuela Magriego. Na stanowisku w roku 1908 przeprowadził wykopaliska T. Eric Peet, a następnie Thomas Ashby oraz R. N. Bradley w roku 1911. Znaleziono wtedy dwa kompletne szkielety oraz kilka niekompletnych, w tym dziecięcy, pochodzące z nieokreślonego czasu, a także wiele innych mniejszych artefaktów. 
Pozostałości świątyni zostały wpisane na "Antiquities List of 1925".
Następne prace archeologiczne przeprowadził w roku 1961 David H. Trump. Znaleziono wtedy pozostałości wioski, poprzedzającej w czasie świątynię.